# كأس آيسلندا 2014
كأس آيسلندا 2014 هو الموسم 55 من كأس آيسلندا. أشرف على تنظيمه اتحاد آيسلندا لكرة القدم، وكان عدد الأندية المشاركة فيه 72، وفاز فيه ناتدبيرنوفيلاغ ريكيافيكور.